# Burgenordnung
Il cosiddetto Burgenordnung descrive le misure prese da Enrico I, re dei Franchi Orientali, nel novembre 926 per contrastare le future invasioni magiare.
Come re dei Franchi Orientali, Enrico era impotente contro diverse invasioni magiare nel 919, 924 e 926 ma nel 926, tuttavia, riuscì a fare prigioniero un capo ungherese e a comprare una tregua di nove anni per il suo rilascio. Tuttavia, i tributi dovevano continuare ad essere pagati. Subito dopo la conclusione dell'armistizio, Enrico prese delle contromisure contro i magiari in un Hoftag a Worms nel novembre 926. A partire dallo studio di Carl Erdmann (1943), il risultato di queste consultazioni è stato indicato nella medievistica come Burgenordnung.
Vitichindo di Corvey narra le misure intraprese in un unico capitolo: tra i guerrieri rurali (agrarii milites), una figura di controversa identificazione, scelse un nono e lo fece vivere nei castelli, in modo che potesse costruire abitazioni per i suoi otto compagni rimasti. Doveva anche conservare un terzo del raccolto dei suoi otto compagni mentre egli era sollevato dal lavoro agricolo, e il suo terreno sarebbe stato coltivato dagli altri otto. Inoltre, nei castelli avrebbero dovuto svolgersi le udienze, oltre che tutti i mercati e le feste. Tra l'800 e il 1000 sono caratteristici dei castelli i cosiddetti Ringwallanlagen, che circondavano un'area fino a 15 ettari a forma di anello. Ulteriori misure includevano anche l'istituzione di una potente truppa di cavalleria pesante. Nel 928/29, la lotta contro gli slavi pagani dell'Elba fu intensificata in preparazione della prossima battaglia contro gli ungheresi.

## Fonti
- Widukind von Corvey: Widukinds Sachsengeschichte. In: Quellen zur Geschichte der sächsischen Kaiserzeit. Übersetzt von Albert Bauer, Reinhold Rau (Freiherr vom Stein – Gedächtnisausgabe, Band 8), Darmstadt 1971, S. 1–183.
  - Widukind di Corvey, Le imprese dei Sassoni, traduzione di Paolo Rossi, Pisa, Pisa University Press, 2021, ISBN 978-88-3339-512-8